# Samantha Castillo
Samantha Castillo   (Caracas, 12 de març de 1980) és una actriu de cinema i teatre veneçolana reconeguda per l'Acadèmia de Cinema de Veneçuela com la millor actriu principal en 2018. A més, en el 2013 va guanyar el premi a la millor actriu al Festival de Cinema de Torí a Itàlia i en el Festival Du Noveau Mont-real del Canadà.

## Biografia
Nascuda el 12 de març de 1980 a Los Teques - Estat Miranda, Veneçuela. És la menor de set germans, filla del telegrafista Omar Castillo i de la mestra Isabel Hernández. En la seva família hi havia un antecedent artístic, l'artista plàstic Manuel Quintana Castillo. El pare de Castillo professava un fort interès per la literatura que va transmetre a la seva filla més petita.
Durant la seva adolescència decideix entrar en el món de les arts i cerca especialitzar-se. En 1997 s'inscriu a la Universitat Central de Veneçuela i comença un propedèutic a la facultat de Farmàcia, que no aconsegueix concloure. A la fi d'aquest any comença a buscar oportunitats de treball i entra a Radio Caracas Televisión com a extra en les produccions del canal. Va ser el seu primer acostament a l'actuació i va acabar per afermar el seu interès per l'escènic.
En 1998 decideix inscriure's al taller Teatre de l'Actor dictat per l'actor de teatre i televisió Sebastián Falco. En finalitzar el taller, Falco li va suggerir que estudiés a l'Escola Superior d'Art Escènic Juana Sujo. Així, al gener de 1999 audiciona i entra al nou grup d'estudiants.
En aquesta escola va rebre classes de mestres com Roberto Pérez León, Héctor Manrique, Dani Jacomino, Felicia Canetti, José Gabriel Núñez i Orlando Rodríguez, allí va presentar les seves primeres obres de teatre i va participar en diversos festivals universitaris. L'any 2000, s'inscriu en els tallers del Grupo Actoral 80. Allí contínua la seva formació amb Gladys Prince i Héctor Manrique, els qui la van incorporar a un elenc de joves actors del grup. D'igual forma s'uneix a El Proyecto Azul, una iniciativa de Gladys Prince per muntar obres de teatre infantil. En aquest projecte coneix als membres del grup Tumbarrancho Teatro, qui en aquest moment també veien classes en el GA80 amb Prince, com ara Karin Valecillos, Jesús Carreño i Rober Calzadilla.
En el 2003 comença a estudiar a l'Escola d'Arts de la Universitat Central de Veneçuela i passa a formar part del programa de formació de la Companyia Nacional de Teatre. Allí veu classes amb les mestres Felicia Canetti i Diana Peñalver, qui li va brindar eines sobre el mètode de Jerzy Grotowski, i Eugenio Barba.
A la fi del 2006 es retroba amb un dels seus mestres del Grup Actoral 80, Héctor Manrique, el qual la convida a realitzar un taller d'actuació a Venevisión. A l'any següent, torna a treballar en la seva carrera com a actriu i coneix actors com Juvel Vielma, Daniel Rodríguez Cegarra, Malena González i Angie Prieto. En el 2012 es gradua com a Llicenciada en Arts a la Universitat Central de Veneçuela.

## Trajectòria artística

### Teatre
En 1998 participa en la seva primera obra de teatre, El mejor regalo, estrenada en una sala del Teatro Nacional Juvenil i dirigida per Sebastián Falco amb el grup Teatro del Actor i en aliança amb l’Asociación Venezolana de Padres y Amigos de Niños Excepcionales (AVEPANE) per a incorporar al teatre a joves amb síndrome de Down.
Dos anys després, va presentar una adaptació teatral del Diario de Anna Frank dirigida per Dani Jacomino i altres obres com La fábula del insomnio de Joel Cano, Elí dirigida per Pedro Ballesteros i Parábola del desasosiego del dramaturg espanyol Antonio Moya Zarzuela. Participa a l’obra Amor Maternal d'August Strindberg. Aquesta obra va ser presentada en el marc del Festival Juvenil Vale Todo organitzat per Gustavo Ott al Teatro San Martín de Caracas. El muntatge en aquest festival va rebre premis com la millor obra i Castillo va guanyar el seu primer premi com a millor actriu secundària.
Després d'haver començat a fer tallers amb el Grup Actoral 80, queda seleccionada per a interpretar un paper en l'obra infantil Isabel sueña con orquídeas de Karin Valecillos, dirigida per Gladys Prince. D'altra banda, en aquest mateix any comença a assajar un monòleg dirigit pel cubà Roberto Pérez León sobre la cantant La Lupe. Pérez León no va poder continuar amb el projecte i Castillo acudeix al seu company Rober Calzadilla per dirigir l'obra. Aleshores es van obrir convocatòries per a un Festival Teatral de Monòlegs a la Universitat Experimental Pedagógico Libertador, es va presentar el muntatge de la Lupe i va guanyar el premi al Millor Monòleg del festival.
Segueix involucrada amb el Grup Actoral 80 sent assistent de direcció en diverses de les seves obres. En 2003 presenta amb el grup Picasso en la Liebre Veloz de Steve Martin dirigida per Héctor Manrique. Simultàniament Castillo comença a veure classes amb la Companyia Nacional de Teatre on es presenta com a muntatge final l'obra Testigos una versió de Diana Peñalver de Hamlet de William Shakespeare.
Torna a les taules en el 2006 i presenta una obra infantil amb l'actriu Norma Monaterios anomenada Ópera en cuentos mínimos dirigida per Katty Rubesz. En aquest mateix any presenta al Teatro Nacional de Caracas Hembras, Mito y Café, una creació col·lectiva dirigida per Jericó Montilla i amb la interpretació de diverses de les seves companyes del taller de formació de la Companyia Nacional i altres actrius. A partir d'aquí comença a ser col·laboradora i assistent de vestuari del grup Argos Teatre, fundat per Juvel Vielma.
Al llarg de tres anys, Samantha Castillo va estar actuant en diversos muntatges d'obres infantils, estudiant en la universitat i treballant com a assistent en diverses obres de teatre. En 2009 torna a integrar-se al GA80 i es presenta en el remuntatge de La cena de los idiotas de Francis Veber dirigida per Héctor Manrique al Trasnocho Cultural. Més endavant, també amb el Grup Actoral 80 estrena Acto Cultural de José Ignacio Cabrujas. A l'any següent es reuneix amb el grup Tumbarrancho Teatro i estrena Jazmines en el Lídice de Karin Valecillos dirigida per Jesús Carreño. Amb aquesta obra, Castillo va guanyar diversos premis com el Fernando Gómez, la Menció Honoriﬁca del Premi Marco Antonio Ettedgui i el Premi de la Crítica Avencrit com a millor actriu de repartiment. Aquest mateix any estrena El matrimonio de Bette y Boo de Christopher Durang dirigida per Héctor Manrique i comença una gira per Brasil i Espanya amb Acto Cultural.
En els següents anys Samantha Castillo exerceix regularment en el camp del cinema fins que el 2017 decideix reprendre un vell personatge: La Lupe. Amb el suport de diversos companys de teatre i després d'uns mesos buscant un director interessat en el projecte. Va estrenar en 2018 un monòleg titulat Me llaman La Lupe dirigit per Miguel Issa. Aquest muntatge ha estat representat múltiples vegades tant a Veneçuela com en altres països d'Amèrica Llatina fins a l'actualitat. Per la seva interpretació de la cantant, Samantha Castillo va guanyar el Premi Sor Juana Inés de la Cruz en el Fit Monòlegs de Water People de 2020.

### Cinema
El 2009 va debutar al cinema amb la pel·lícula Libertador Morales, el Justiciero sota la direcció d'Efterpi Charalambidis, on va interpretar un paper breu. No va ser fins a 2013 que va tornar a la pantalla gran amb la seva participació en la pel·lícula Pelo malo dirigida per Mariana Rondón. Aquesta vegada en un paper principal, Castillo interpreta a la mare de Júnior, Marta. Una dona que entra en conflicte amb el seu fill quan s'assabenta que aquest vol allisar-se el cabell.
Pelo Malo va guanyar la Conquilla d'Or al Festival Internacional de Cinema de Sant Sebastià. Per la seva interpretació en el film, Samantha Castillo va ser nominada i guardonada en nombrosos festivals de cinema a tot el món com el Festival de Torí a Itàlia i el Festival du Nouveau Cinéma Montréal del Canadà. Amb aquesta pel·lícula Castillo aconsegueix reconeixement internacional i crida l'atenció del director de cinema italià Marco Pollini, el qual la convoca a participar en la seva pel·lícula Le Badanti on es conta la història de tres dones immigrants que lluiten per a sobreviure a Itàlia. Aquesta pel·lícula és el seu primer treball cinematogràfic a nivell internacional.
En 2014 torna a Veneçuela i es retroba amb els integrants de Tumbarrancho Films en plena producció de la pel·lícula El Amparo dirigida per Rober Calzadilla i amb el guió a càrrec de Karin Valecillos. S'hi narren els fets esdevinguts al voltant de la massacre d'El Amparo ocorreguda al poble amb el mateix nom a l'octubre de 1988. Aquí Castillo interpreta a l'esposa d'un dels homes assassinats en la massacre i forma part d'un cor de dones que exigeixen respostes sobre els successos esdevinguts. El rodatge d'aquesta pel·lícula va requerir que l'actriu es mobilitzés fins al poble de El Yagual on es durien a terme els enregistraments. Allí van romandre al voltant d'un mes abans del rodatge per a endinsar-se al poble i conèixer les maneres dels seus habitants.
Després de l'experiència d'El Amparo, en 2015 astillo és convocada per a representar a la llegendària cantant cubana La Lupe en una pel·lícula sobre Felipe Pirela anomenada El malquerido dirigida per Diego Risquez, on compartia pantalla amb el cantant Chino Miranda. Aquest personatge ja havia estat abordat per l'actriu en muntatges de teatre però era la seva primera vegada interpretant-ho en la pantalla gran. Aquest treball li va bastar el premi com a Millor Actriu de Repartiment al Festival de Cinema de Mèrida.
En 2019 participa al film Under the Heavens dirigida pel brasiler Gustavo Milan i guanya el premi a la Millor Actriu al First Run Festival, NYU Tisch de Nova York en 2020. Aquest mateix any, interpreta al personatge de Rita en la pel·lícula peruana Contactado dirigida per Marité Ugás y produïda per la seva antiga directora de Pelo Malo Mariana Rondón.

## Filmografia
| Any  | Pel·lícula                        | Director              | Personatge    |
| ---- | --------------------------------- | --------------------- | ------------- |
| 2009 | Libertador Morales, El Justiciero | Efterpi Charalmabidis | Aparició breu |
| 2013 | Pelo malo                         | Mariana Rondón        | Marta         |
| 2014 | Le Badanti                        | Marco Pollini         | Lola          |
| 2015 | El Malquerido                     | Diego Rísquez         | La Lupe       |
| 2017 | El Amparo                         | Rober Calzadilla      | Yajaira       |
| 2019 | Under the Heavens                 | Gustavo Milan         | Martha        |
| 2020 | Contactado                        | Marité Ugás           | Rita          |

## Obres
| Any  | Obra                               | Autor | Direcció          |
| ---- | ---------------------------------- | --- | ----------------- |
| 1998 | El mejor regalo                    | Sebastián Falco                                                                                              | Sebastián Falco   |
| 2000 | El Diario de Anna Frank            | Adaptació teatral per Dani Jacomino                                                                          | Dani Jacomino     |
| 2000 | Elí                                | Desconegut                                                                                                   | Pedro Ballesteros |
| 2000 | Amor maternal                      | August Strindberg                                                                                            | Pedro Ballesteros |
| 2000 | Isabel sueña con orquídeas         | Karin Valecillos                                                                                             | Gladys Prince     |
| 2001 | Parábola del desasosiego           | Antonio Moya Zarzuela                                                                                        | Dani Jacomino     |
| 2001 | La fabula del insomnio             | Joel Cano | Pedro Ballesteros |
| 2003 | Picasso en la Liebre Veloz         | Steve Martin                                                                                                 | Héctor Manrique   |
| 2005 | Testigos                           | Versió de Diana Peñalver de Hamlet de William Shakespeare                                                    | Diana Peñalver    |
| 2006 | Opera en cuentos mínimos           | Desconocido                                                                                                  | Katty Rubesz      |
| 2006 | Hembras, Mito y Café               | Creació col·lectiva sobre textos de Marguerite Yourcenar, Carmen Riedeker, Mónica Quintero i Jericó Montilla | Jericó Montilla   |
| 2010 | La cena de los idiotas             | Francis Veber                                                                                                | Héctor Manrique   |
| 2011 | Acto Cultural                      | José Ignacio Cabrujas                                                                                        | Héctor Manrique   |
| 2012 | El matrimonio de Bette y Boo       | Christopher Durang                                                                                           | Héctor Manrique   |
| 2013 | Cinco mujeres con el mismo vestido | Alan Ball | Héctor Manrique   |
| 2013 | Jazmines en el Lídice              | Karin Valecillos                                                                                             | Jesus Carreño     |
| 2015 | Los Navegaos                       | Isaac Chocrón                                                                                                | Michael Haussman  |
| 2016 | Calaveritas                        | José Alejandro España i Renata Daza                                                                          | Jennifer Gasperi  |
| 2017 | La sed                             | André Gide                                                                                                   | Oswaldo Maccio    |
| 2018 | Me llaman La Lupe                  | Roberto Pérez León                                                                                           | Miguel Issa       |
| 2020 | Sex - Toy                          | Creació col·lectiva                                                                                          | Oswaldo Maccio    |

## Premis

### Teatre
- Premi Festival Juvenil Vale Todo (2000). Millor actriu de repartiment per Amor maternal.
- Premi Fundación Isaac Chocrón (2013). Millor actriu de repartiment per Jazmines en el Lídice.
- Premi Asociación de Críticos de Venezuela (2013). Millor actriu de repartiment per Jazmines en el Lídice.[22]
- Menció Especial Premi Marco Antonio Ettedgui (2014). Per Cinco mujeres con el mismo vestido.[23]
- Premi de la Crítica Avencrit (2015). Millor actriu de repartiment per Jazmines en el Lídice.[12]
- Premi Fernando Gómez (2017). Millor actriu de repartiment per Jazmines en el Lídice.
- Premi Marco Antonio Ettedgui (2019). Per Me llaman La Lupe.
- Premi Sor Juana Inés de la Cruz al FIT Monólogos de Water People (2020). Per Me llaman la Lupe.[14]

### Cinema
- Festival Du Noveau Montreal-Canadá (2013). Guanyadora Millor Intèrpret per Pelo Malo.
- Torino Film Festival de Italia (2013). Guanyadora Millor actriu per Pelo Malo.
- II edició dels Premis Platino (2013). Nominada Millor actriu per Pelo Malo.
- Premis Fénix (2013). Nominada Millor actriu per Pelo Malo.
- Festival de Cinema de Mérida (2015). Guanyadora Millor actriu de repartiment por El Malquerido.
- Premi Municipal de Llargmetratge "Román Chalbaud" (2015). Guanyadora Millor actriu de repartiment per El Malquerido.
- Academia de Ciencias y Artes Cinematográﬁcas de Venezuela (2016). Guanyadora Millor actriu Principal per El Amparo.
- First Run Festival, NYU Tisch. Nueva York (2020). Guanyadora Millor actriu per Under the Heavens.